# Ballucus bruneaui
Ballucus bruneaui är en skalbaggsart som beskrevs av Gordon och Paul E.Skelley 2007. Ballucus bruneaui ingår i släktet Ballucus och familjen Aphodiidae. Inga underarter finns listade.